# Walter Stranka
Walter Stranka (* 30. Januar 1920 in Kaaden, Tschechoslowakei; † 7. Februar 1992 in Weimar) war ein deutscher Lyriker, Hörspiel- und Fernsehautor.

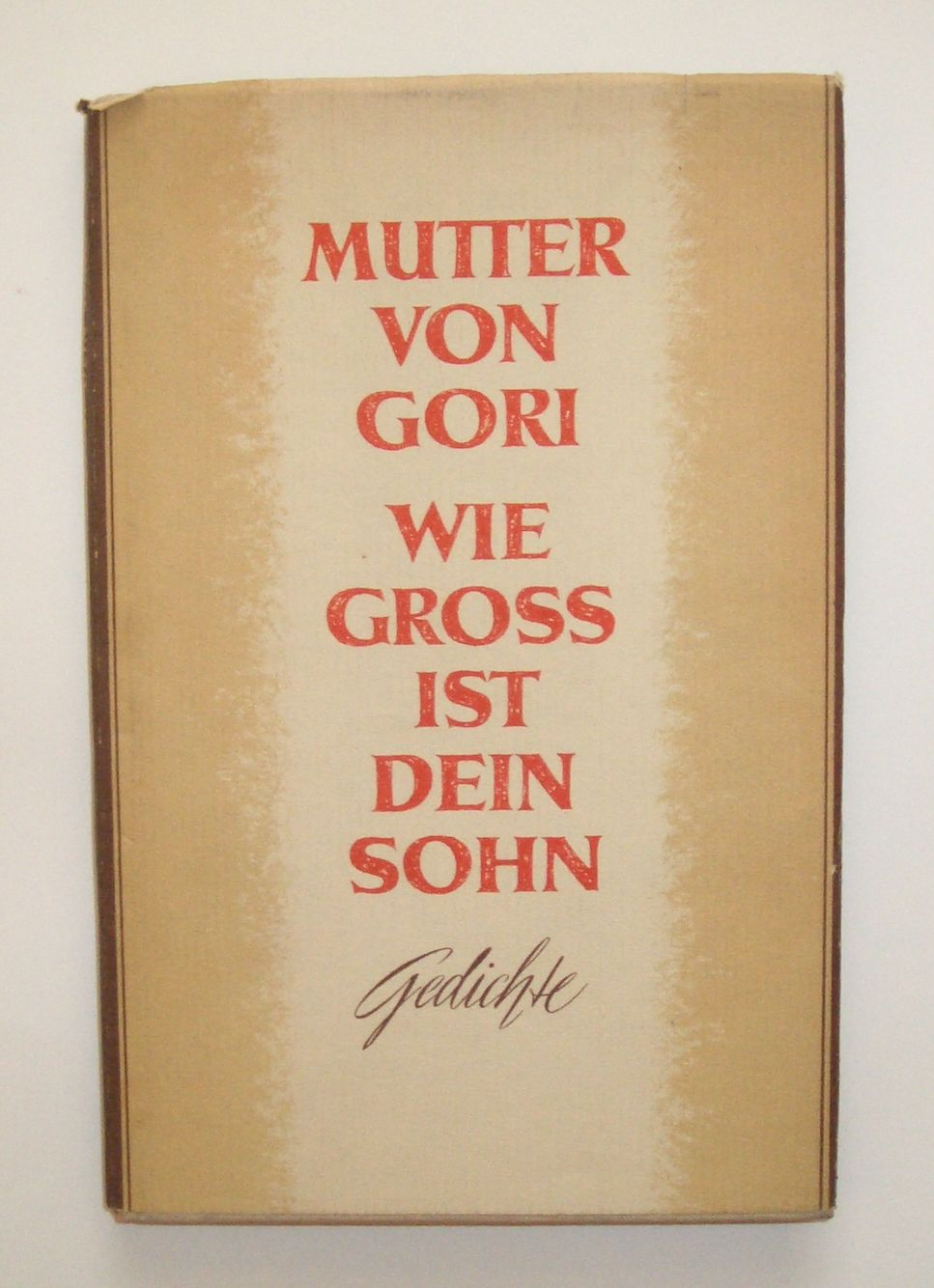
Mutter von Gori – wie groß ist dein Sohn. Deutsche Dichter singen von Stalin. 1952. Mit einem Beitrag von Walter Stranka.

## Leben
Walter Stranka war der Sohn eines Handschuhmachers und erlernte ebenfalls diesen Beruf. Bereits mit zwölf Jahren wurde er Mitglied des kommunistischen Jugendverbandes der Tschechoslowakei. 1938 trat Stranka der Kommunistischen Partei der Tschechoslowakei bei. Nach der Besetzung des Sudetenlandes durch deutsche Truppen 1938 floh die Familie vor den Nationalsozialisten nach Prag.  Mit dem Ende der Tschechoslowakei 1939 wurde Stranka deutscher Reichsbürger und in der Folge 1940 im Zweiten Weltkrieg zur Kriegsmarine eingezogen. Nach Kriegsende musste Stranka wie fast alle Deutschen die Tschechoslowakei verlassen. Von 1946 bis 1948 erwarb er die Hochschulreife an einer Arbeiter-und-Bauern-Fakultät, darauf folgte ein Studium der Gesellschaftswissenschaften in Halle, Jena und Leipzig. Stranka lebte seit 1947 in Weimar. Ab 1951 war er freischaffender Schriftsteller. Von 1955 bis 1958 war Stranka Sekretär des Schriftstellerverbandes der Bezirke Erfurt, Gera und Suhl. Von 1958 bis 1960 war er Verwaltungsleiter der Wartburg-Stiftung.
Stranka trat zunächst vor allem durch politische Songs, Jugend- und Soldatenlieder hervor. Das von Eberhard Schmidt vertonte Lied „Fritz, der Traktorist“ wird heute oft als typisches Beispiel eines Massen- oder Agitationsliedes der DDR genannt. Gemeinsam mit Armin Müller, Günther Deicke und Harry Thürk zählte Stranka zu einer Gruppe streng ideologisch ausgerichteter Autoren (Kunert: „Thüringer Mafia“) mit blindem Engagement für die SED.  Von 1960 bis 1981 leitete Stranka den Zirkel Schreibender Arbeiter im Weimar-Werk. Später verlagerte er den Schwerpunkt seines Schaffens auf Hörspiele und Fernsehspiele.

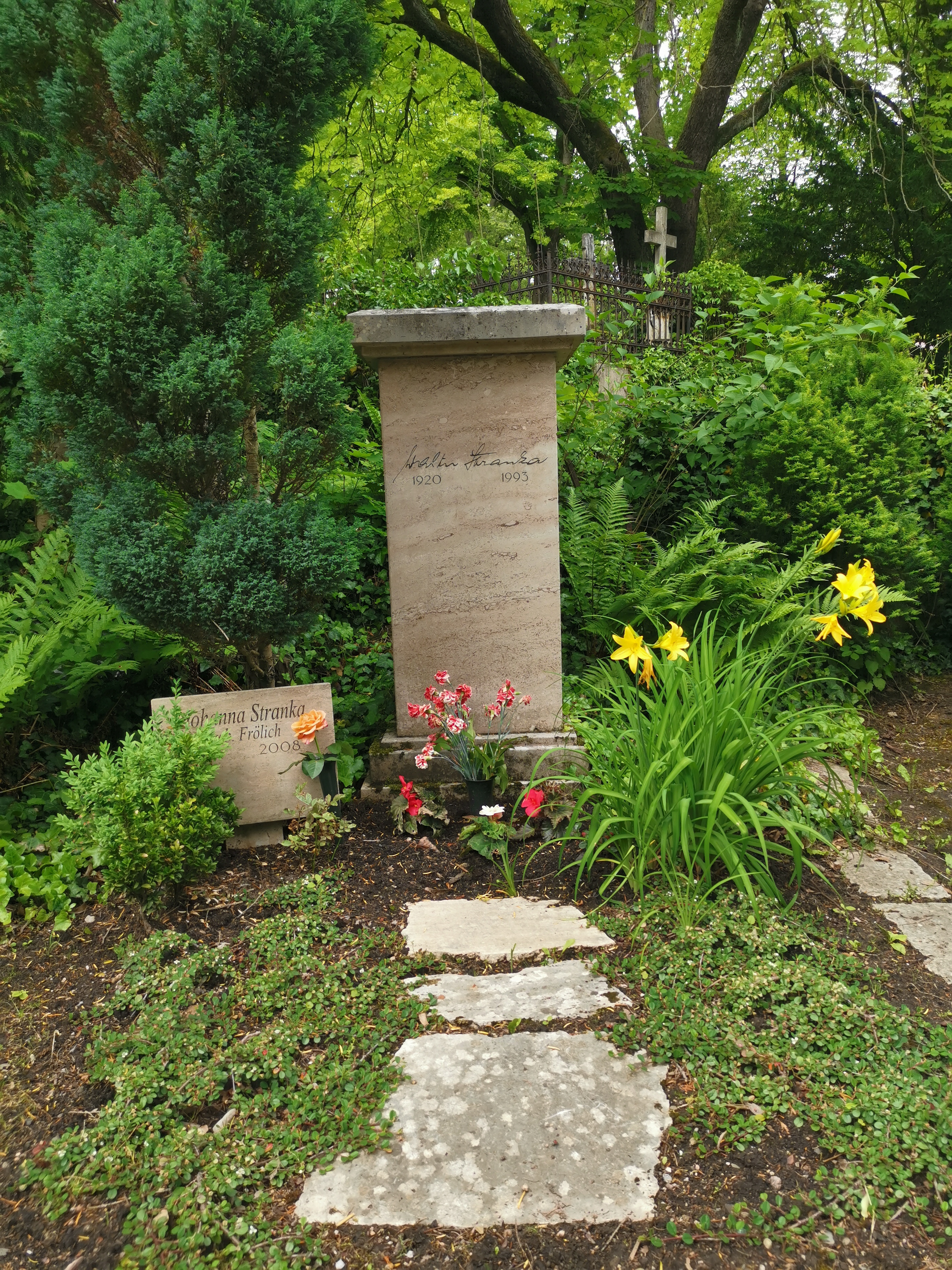
Grabstätte

Er ist auf dem Historischen Friedhof Weimar bestattet.
Sein jüngerer Bruder Erwin Stranka war Filmregisseur und Drehbuchautor in der DDR.

## Werke

### Belletristik
- Reisenotizen aus der Volksrepublik Rumänien, Berlin 1952
- Gesänge unserer Kraft, Gedichte, Weimar 1954
- Heimat, ich rufe dein rastloses Herz, Gedichte, Weimar 1959
- Die Reise einer Mutter, Erzählung, Weimar 1963
- Das jüngste Gericht, Novelle, 1965
- Der Wind und die Steine, Erzählung, Weimar 1976

### Theaterstücke
- Das Goldkind, Jugendstück, 1970
- Brüder, Schauspiel, 1974

### Fernsehspiele und Filmszenarien
- Die Jagdgesellschaft, Fernsehspiel, 1966
- Die Reise, Fernsehspiel, 1968
- An einem freien Samstag, Fernsehspiel, 1968
- Bettina von Arnim, Fernsehspiel, 1972
- Die Stunde der Töchter, Filmszenarium, mit Erwin Stranka, 1981
- Der Imker, Filmerzählung, 1982

### Hörspiele
- Der Streit um den Bienenstock, Hörspiel, 1970
- Der Ausflug nach Wiepersdorf, Hörspiel, 1971
- Hier bin ich Mensch, Feature, 1975
- Frühe Entscheidung oder Die Reise nach Kadan, Feature, 1977
- Pepe, Hörspiel, 1980
- Tessi, fünfteiliges Hörspiel, 1982
- Khalid und die Königin von Saba, Kinderhörspiel, 1984
- Muchachos, dreiteiliges Hörspiel, 1986.

## Ehrungen und Auszeichnungen
- 1958 Erich-Weinert-Medaille
- 1959 Heinrich-Heine-Preis des Ministeriums für Kultur der DDR
- 1983 Hörerpreis und Kritikerpreis des DDR-Kinderhörspielpreises für das Hörspiel Tessi
- 1984 Vaterländischer Verdienstorden der DDR